# Sonia Dubois
Sonia Dubois, née Sonia Claude Parent, est une journaliste et actrice française, née à Cambrai le 20 octobre 1963.

## Biographie
Elle fut l'une des chroniqueuses de l'émission télévisée Frou-Frou, présentée par Christine Bravo (1992-1994).
Au sommet de sa gloire, elle anime en 1993 sa propre émission de radio sur RTL intitulée Super Sonia.

### Vie privée
Fin 1994, elle entame un régime. Elle perd alors 60 kg.
Ce régime sera très médiatisé, et elle déclarera vingt ans plus tard chez Thierry Ardisson que ce régime drastique entamé en 1994   l'a éloignée des écrans.
Elle donne naissance le 7 août 2009 à un petit garçon, Hippolyte, avec son compagnon, Robert Macia, traducteur et journaliste.
Cet évènement leur inspirera l'écriture à quatre mains du livre Un bébé chez les quinquas.

## Télévision
- 1992-1994 : Frou-Frou : co-animatrice
- Eté 1994 : De quoi j'ai l'air ? : co-animatrice
- 1995-1996 : Matin Bonheur : chroniqueuse
- 1997 : Les beaux matins : chroniqueuse
- 1997 : 40° à l'ombre : chroniqueuse
- 2000 : Tutti frutti : chroniqueuse
- 2003-2004 : C'est mon choix: chroniqueuse et directrice éditoriale
- 2006 : Je suis une célébrité, sortez-moi de là ! : participante
- 2012-2016 : C'est au programme : chroniqueuse

## Radio
- 1993 : Super Sonia sur RTL  : animatrice

## Filmographie
- 2006 : Intime Conviction : un membre du jury
- L'homme qui aimait la menthe fraîche (court métrage)

## Théâtre
- 2003 : Les Amazones de Jean-Marie Chevret, mise en scène Jean-Pierre Dravel et Olivier Macé
- 2007 : Les Monologues du vagin d'Eve Ensler, mise en scène Isabelle Rattier,
- 2007 : Les Amazones, trois ans après de Jean-Marie Chevret, mise en scène Jean-Pierre Dravel et Olivier Macé
- 2009 : Ma femme est folle de Jean Barbier, mise en scène Jean-Pierre Dravel et Olivier Macé
- 2009 : La Parenthèse de Laure Charpentier, mise en scène Jean-Pierre Dravel et Olivier Macé
- 2009-2010 : Les Monologues du vagin d'Eve Ensler, mise en scène Isabelle Rattier
- 2013 : Sors de ce corps de Willy Liechty, mise en scène Gaël Colin
- 2016 : Pas Folles Les Guêpes de Bruno Druart et Patrick Angonin, Tournée et captation Comédie+
- 2018 : Les Frangines de Bruno Druart, mise en scène Jean-Philippe Azéma, tournée

## Publications
- Maigrissons ensemble, 1996
- Journal d'une grosse repentie, 1997
- Journal d'un éléphant dans une peau de gazelle, 1997
- Restons minces ensemble, 1999
- À qui perd gagne (roman), 2001
- Coachez vos vies, 2004
- Un bébé chez les quinquas, 2012
- Le bio : arnaques, vérités et mensonges, avec Anne Lavédrine,  2024

## Sources
- Émission On va s'gêner, de Laurent Ruquier, Europe 1, 13/02/2012.